# Công viên tưởng niệm Chiến hạm
Công viên tưởng niệm Chiến hạm (Memorial Park Battleship) là  công viên lịch sử quân sự và là một bảo tàng nằm trên bờ biển phía tây của Vịnh Mobile tại Mobile, tiểu bang Alabama của Hoa Kỳ. Nó có một bộ sưu tập máy bay và có hai tàu bảo tàng đáng chú ý bao gồm chiến hạm USS Alabama thuộc lớp thiết giáp hạm South Dakota và tàu ngầm USS Drum lớp Gato. Toàn bộ công viên là một Danh lam và Di sản đăng ký Alabama vào ngày 28 tháng 10 năm 1977, còn hai chiếm hạm USS Alabama và USS Drum cũng là hai Danh lam Lịch sử Quốc gia Hoa Kỳ được công nhận vào ngày 14 tháng 1 năm 1986.

## Lịch sử
Trong tháng 5 năm 1962, tàu sân bay USS Alabama được cho nghỉ hưu vào cùng với thuộc lớp thiết giáp hạm South Dakota khác là USS South Dakota, USS Indiana và USS Massachusetts. Công dân của tiểu bang Alabama đã hình thành "Ủy ban thiết giáp hạm USS Alabama"  để gây quỹ cho việc bảo tồn của Alabama như một tàu bảo tàng nhằm tưởng nhớ những người đã phục vụ trong Thế chiến II. Trong đó, đáng chú ý là có gần 100.000 đôla được quyên góp bởi trẻ em học sinh Alabama, hầu hết dưới dạng tiền lẻ; và tổng cộng có gần 1 triệu đôla đã được quyên góp từ các công ty và tổ chức. Con tàu được chính thức trao cho tiểu bang vào ngày 7 tháng 7 năm 1964 trong một buổi lễ tổ chức tại Seattle. Sau đó Alabama được kéo về bến neo đậu vĩnh viễn tại Công viên tưởng niệm Chiến hạm tại Mobile khi về đến vịnh Mobile vào ngày 14 tháng 9 năm 1964, và được mở cửa cho công chúng tham quan như là một tàu bảo tàng vào ngày 9 tháng 1 năm 1965. Đến năm 1969, có thêm chiếc tàu ngầm USS Drum cùng gia nhập và được cho neo đậu phía sau Alabama cho đến năm 2001, khi nó bị hư hại trong trận bão Georges, khiến phải chuyển sang một điểm trưng bày vĩnh viễn trên bờ.
Vào ngày 29 tháng 8 năm 2005, Cơn bão Katrina gây ra thiệt hại ước tính hơn 7 triệu đôla cho Công viên tưởng niệm Chiến hạm khi nó đổ bộ vào bờ biển đông nam nước Mỹ. Nó gần như phá hủy hoàn toàn khu vực trưng bày các khí cụ bay và khiến tàu Alabama phải rời khỏi vùng neo đậu thường thấy. Điều này buộc công viên phải tạm thời đóng cửa để tiến hành sửa chữa. Sau đó nó đã được mở cửa trở lại vào ngày 9 tháng 1 năm 2006.

## Quản lý
Công viên thuộc sở hữu của tiểu bang Alabama và được điều hành bởi một cơ quan chính phủ độc lập có tên là Ủy ban thiết giáp hạm USS Alabama. Ủy ban bao gồm 18 thành viên từ khắp nơi trên toàn tiểu bang được chỉ định bởi Thống đốc bang Alabama, có nhiệm vụ giám sát tất cả các hoạt động tại công viên.